# Relaciones Afganistán-Corea del Sur
Las relaciones Afganistán-Corea del Sur comenzaron en 1973. Corea del Sur se dedica actualmente a ayudar a Afganistán a recuperarse de la guerra civil. Corea del Sur tiene una embajada en Kabul. Afganistán estableció su embajada en Seúl en 2004.